# 东本愿寺 (长春)
东本愿寺旧址，位于中国吉林省长春市人民大街65号（北安路与文化街交汇处），现为吉林省文物保护单位。满洲国时期，该建筑时称新京东本愿寺，是日本人在新京修建的最大的寺庙，也是日本京都东本愿寺的满洲别院，信奉佛教净土真宗。

## 历史沿革

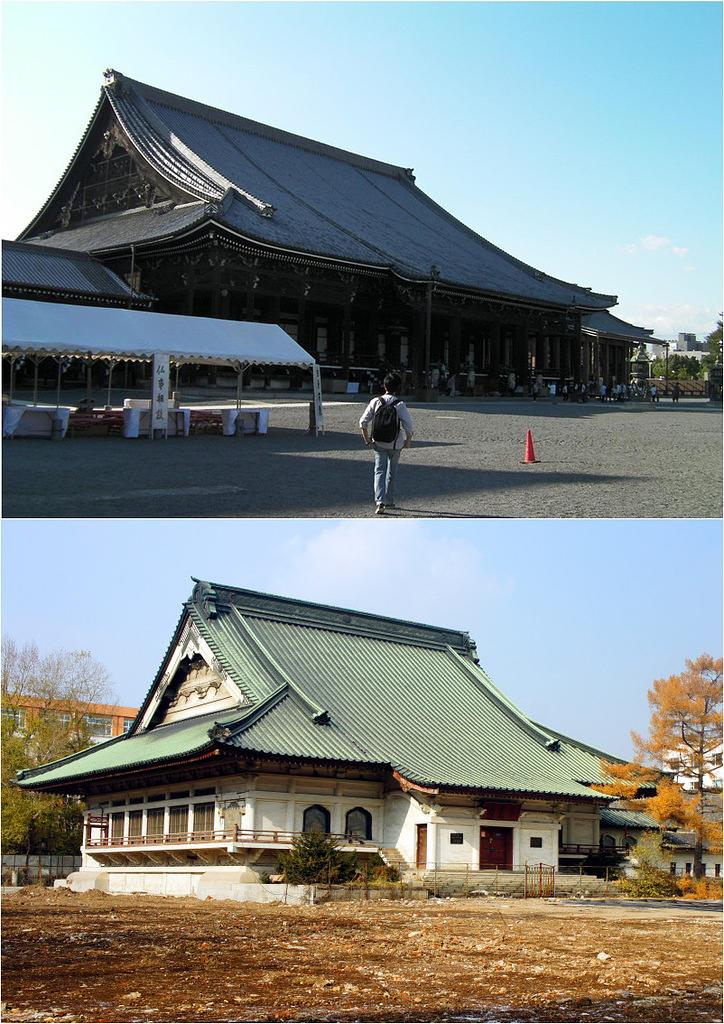
京都东本愿寺（上）和长春东本愿寺旧址（下）对比图

1936年5月，新京东本愿寺开始动工建设，由福昌公司负责施工，工程造价为21万满洲国圆。1937年，该寺庙竣工。中华人民共和国成立后，该建筑先后作为长春市直机关幼儿园、六一小学、实验中学、第二实验中学阅览室使用。1985年，东本愿寺旧址被定为第四批长春市文物保护单位。
2013年8月，长春市文物局发现长春东方教育集团房地产开发有限公司违法在东本愿寺旧址保护范围内建设“高力钻石城”项目售楼处，并责令其停工。2014年2月，长春市规划局朝阳分局要求施工单位限期15日拆除违法建筑，施工方面则直至同年5月前仍未履行。2014年5月，中华人民共和国国家文物局相关工作组到东本愿寺施工现场督察，违法建设工程停工。随后，吉林省文物行政执法总队罚款长春东方教育集团房地产开发有限公司10万元人民币，责令该公司限期拆除违法建筑，并修复文物建筑。
2014年8月28日，东本愿寺旧址被公布为第七批吉林省文物保护单位。2015年5月，东本愿寺旧址文物建筑修复完成。同年，长春高力房地产开发有限公司负责人表示东本愿寺旧址将被包括在长春财金中心建筑项目内，该项目预计2018年完工，后因文物保护相关问题，随即项目中断。2016年，长春市规划和自然资源局编制的《长春市人民广场城市中心城市设计》向社会公开征求意见，设计方案中提及将东本愿寺旧址恢复其净土宗寺庙作用。
2025年5月，东本愿寺旧址再次进行施工改造，原寺庙主殿计划改造为“杉·美术馆”，殿前闲置土地计划修建市民广场和停车场。

## 建筑风格
建筑主体采用钢筋混凝土结构，局部以木构件装饰，地上一层，地下一层，建筑面积1590平方米。 大殿和配殿之间由一道拱门相连接，东角建有小型微山水景观。仿中国古典寺院结构。
寺院坐西朝东，大殿模仿日本京都东本愿寺正殿的样式：灰色的花岗岩台基上方，雪白的墙体分布着钟型窗口，窗前朱栏悬挑；上覆铜板瓦的歇山式屋顶出檐舒展平远，檐下装饰以混凝土模仿的木作构件。附属建筑位于大殿之北，上覆黑色陶瓦，北端有“唐破风”装饰。大殿与附属建筑相连并围合成内庭院。整座庙宇造型优美，色彩朴素淡雅，极富日本传统建筑风韵。